# Ga-Rei - Il divoratore di spiriti
Ga-Rei il divoratore di spiriti (喰霊?, Ga-rei) è un manga ideato e disegnato da Hajime Segawa e pubblicato da Kadokawa Shoten sulla rivista Shonen Ace tra il 2005 e il 2010. L'edizione italiana è stata pubblicata tra il 2009 e il 2011 da Planet Manga, etichetta di Panini Comics. 
Dall'opera è stata anche tratta una serie televisiva anime, prequel del manga, dal titolo Ga-rei zero (喰霊 -零-?).

## Personaggi principali
- Kensuke Nimura (弐村 剣輔?, Nimura Kensuke)

Doppiato da Minoru Shiraishi
studente delle superiori che sin da bambino ha la capacità di vedere gli spiriti. È figlio di un istruttore di kendo e pertanto come armi spirituali usa preferibilmente spade, come la spada da iaido a pressione pneumatica per esorcismi Michael numero dodici e in seguito la katana da esorcismi pneumatica "Michael revolution", ma in mancanza di meglio combatte con il pugno di ferro per esorcismi Douglas n. 28, un ferro da stiro.
- Kagura Tsuchimiya (土宮 神楽?, Tsuchimiya Kagura)

Doppiata da Minori Chihara
esuberante studentessa delle superiori che si fa trasferire nella classe di Kensuke. Erede di un'antica famiglia di esorcisti, è legata a Ga-Rei Byakuei (soprannominato Shiro), il divoratore di spiriti con cui ripulisce Tokyo dalle entità maligne.
- Byakuei (白叡?)

chiamato Grande saggio bianco. È una delle più potenti belve spirituali sulla terra, un inugami che più di mille anni fa è stato sigillato da un antenato di Kagura, assumendo una forma simile ad un drago bianco avvolto in catene. È legato, mediante una cerimonia magica, al capo del casato Tsuchimiya che può rilasciarlo per farlo combattere contro altri spiriti.
- Yomi Isayama (諫山 黄泉?, Isayama Yomi)

Doppiata da Kaoru Mizuhara
Un tempo potente esorcista e molto amica di Kagura, è stata corrotta da una Pietra dell'uccisione ed ha massacrato decine di agenti del Ministero, compreso il padre di Kagura. Kagura stessa l'ha uccisa, ma lei è tornata come spirito maligno per risvegliare un grande demone sigillato a Tokyo.

## Manga
I capitoli del manga sono stati pubblicati da Kadokawa Shoten nella rivista Shōnen Ace tra il 26 ottobre 2005 e il 26 gennaio 2010 e, a partire dal 2006, raccolti in 12 volumi.
A questi si sono aggiunti gli spin-off Ga-Rei: Tsuina no Shō (喰霊 ～追儺の章～?) del 2008 e Ga-Rei 0+ (喰霊0+?) del 2010. 
Planet Manga ha pubblicato la traduzione italiana tra aprile 2009 e gennaio 2011, inserendo Ga-Rei: Tsuina no Shō come Ga-Rei: Special tra il settimo e l'ottavo volume della serie principale, analogamente a quanto fatto da Kadokawa. Pika Édition ha messo in commercio la traduzione francese tra agosto 2009 e febbraio 2012 e Tokyopop la traduzione tedesca tra settembre 2011 e gennaio 2013. In Brasile, Editora JBC ha pubblicato la traduzione portoghese a partire dal 2011. Kadokawa ha distribuito l'e-book della versione inglese su BookWalker nel 2014. 

### Trama
Kensuke è uno studente diverso dagli altri: fin da piccolo ha la capacità di vedere gli spiriti delle persone morte e per colpa di questo inconveniente non riesce a trovare una ragazza. La sua vita cambia però quando, scappando da una turba di spiriti stranamente aggressivi, viene investito dal motorino di una sua coetanea che ha la stessa capacità. La ragazza, di nome Kagura, lavora part-time per una organizzazione governativa, organo segreto del Ministero dell'Ambiente, e il suo compito è combattere gli spiriti con l'aiuto della belva spirituale Byakuei sigillata all'interno del suo corpo. Kensuke viene quindi assunto anche lui nell'"Ufficio contromisure disastri ecologici sovrannaturali" ed inizia a combattere gli spiriti maligni al fianco di Kagura. 

## Anime
Un prequel del manga, Ga-Rei: Zero, è stato realizzato in forma di anime, con regia di Ei Aoki e animazione degli studi AIC Spirits e asread. È stato trasmesso in Giappone tra il 5 ottobre e il 21 dicembre 2008 e pubblicato in Blu-ray e DVD nel 2011. La versione sottotitolata in inglese è disponibile con Funimation.

### Trama
Kagura è l'ultima discendente di un'importante famiglia di esorcisti. Oltre al dono di poter vedere gli spiriti, la ragazza deve portare l'ulteriore peso che un tempo era toccato alla madre ormai defunta: ospitare nel proprio corpo Ga Rei Biakurei, uno "spirito bestia" molto potente. Kagura dovrà utilizzare questo essere per poter uccidere gli altri spiriti, anche se ciò la condanna ad avere una vita breve perché Ga Rei si nutre dell'anima di chi lo possiede.
La ragazza è da sempre rassegnata a questo suo destino, vivendo tristemente tra la solitudine e i severi allenamenti del padre, che è completamente insensibile nei suoi confronti. Un giorno però conosce Yomi, la figlia adottiva dello zio, con la quale stringe una profonda amicizia.

### Colonna sonora
Tema di apertura
- "Paradise Lost" cantata da Minori Chihara

Tema di chiusura
- "Yume no Ashioto ga Kikoeru" cantata da Kaoru Mizuhara (ep. 2, 4-11)
- "Paradise Lost" cantata da Minori Chihara (ep. 3, 12)

### Episodi
| Nº | Titolo italiano (tradotto) Giapponese 「Kanji」 - Rōmaji                                      | In onda          | In onda |
| Nº | Titolo italiano (tradotto) Giapponese 「Kanji」 - Rōmaji                                      | Giapponese       |         |
| 1  | Oltre Aoi 「葵上(あおいのうえ)」 - aoi jō (aoi nō e)                                          | 5 ottobre 2008   |         |
| 2  | Manifestazione di odio 「憎発露-にくしみのはつろ-」 - niku hatsuro - ni kushi mino ha tsuro - | 12 ottobre 2008  |         |
| 3  | Il momento dell'incontro 「邂逅砌-かいこうのみぎり-」 - kaikō migiri - kaikō nomi giri -      | 19 ottobre 2008  |         |
| 4  | Il dovere della giustizia 「務大義」 - tsutomu taigi                                          | 26 ottobre 2008  |         |
| 5  | Emozioni testarde 「頑想」 - katakuna no omoi                                                 | 2 novembre 2008  |         |
| 6  | Magnifico rivale 「美敵」 - bi teki                                                           | 9 novembre 2008  |         |
| 7  | Catena di rimorsi 「呵責連鎖 ―かしゃくのれんさ―」 - kashaku rensa ―kashi?kunorensa―           | 16 novembre 2008 |         |
| 8  | Sulla strada della vendetta 「復讐行方」 - Fukushū no Yukuhe                                  | 23 novembre 2008 |         |
| 9  | Spirale di peccati 「罪 螺旋 ―つみのらせん―」 - zai rasen― tsumi no rasen―                    | 30 novembre 2008 |         |
| 10 | Dietro la tragedia 「悲劇裏」 - higeki ura                                                    | 7 dicembre 2008  |         |
| 11 | Dispersione del destino 「運命乱」 - unmei ran                                                | 14 dicembre 2008 |         |
| 12 | L'intensa preghiera 「祈焦」 - rei shō                                                        | 21 dicembre 2008 |         |